# Iglesia de San Lázaro (Zamora)
La iglesia de San Lázaro es un templo ubicado en el barrio del mismo nombre, en la ciudad de Zamora (España). La actual iglesia se edificó en la segunda década del siglo XX sobre las ruinas de una románica, junto con un hospital: el hospital de San Lázaro. Posee en una capilla lateral dedicada a la Virgen del Yermo.

## Historia
La iglesia románica denominada antigua iglesia de San Lázaro se encontraba ubicada en el mismo lugar. La feligresía de este templo desaparecido la componían los braceros de la ciudad. Durante el siglo XIX el barrio de San Lázaro se vio poblado hasta el punto de necesitar ampliar la parroquia. Entre los años 1824 y 1830 se intentaron reformas sin éxito. 
El templo venía a reemplazar a la antigua y pequeña iglesia cuyo derribo había comenzado el 19 de noviembre de 1928. El templo actual fue proyectado por Gregorio Pérez Arribas y levantado en 1929. La inauguración de la Iglesia de San Lázaro se llevó a cabo el día 8 de febrero del año 1930.
Destaca el retablo barroco obra de Joaquín Churriguera. Las imágenes barrocas del interior, las de San José, San Juan Bautista y el denominado Cristo de la Guerra, proceden de la desaparecida iglesia de San Bartolomé.